# يونس ياكوب بيرسيليوس
يونْس ياكوب بيرسيليوس (ملاحظة 1) (بالسويدية: Jöns Jacob Berzelius)‏ ويسمى اختصارا برزيليوس عاش بين 20 أغسطس 1779 و 7 أغسطس 1848 م، هو كيميائي سويدي ويعد واضع أسس الرموز الكيميائية الحديثة. ويعتبر أحد مؤسسي الكيمياء الحديثة جنبًا إلى جنب مع كلٍ من جون دالتون وأنطوان لافوازييه. اكتشف بيرسيليوس عنصر السيلكون والسيلينيوم والثوريوم والسيريوم. تم تعيينه في الأكاديمية الملكية السويدية للعلوم في عام 1808م، وأصبح عضوًا في الجمعية السويدية في عام 1837م.

## حياته

### النشأة
ولد في 20 أغسطس 1779 في إحدى مقاطعات جنوب السويد، مات والده وهو في سن الرابعة، وتزوجت أُمه من رجل له خمسة أبناء، وتختلف الروايات حول الصعوبات في هذا الوضع، وتوفيت والدته هي الأُخرى عندما بلغ التاسعة من عمره، فأرسلوه مع أُخته إلى بيت أحد أخواله وفي سن الخامسة عشر كان بيرسيليوس يذهب إلى معلم خصوصي في مزرعة قريبة.
وأصبح اهتمام بيرسيليوس منصباً على العلوم الطبيعية والطب، ولما بلغ التاسعة عشر من عمره ربح منحة دراسية لمدة ثلاثة أعوام، وأصبح قادراً على تركيز جهده في الدراسة.

### ما بعد الجامعة
درس الطب في جامعة أبسالا وتخرج فيها وهو في الثانية والعشرين. كان يدرس الكيمياء على يد الكيمائي آندرس جوستاف ايكبيرج، مكتشف التانتالوم.
عُيِّن في السنة التي تخرج فيها عام 1802 مساعداً في الطب والصيدلة من دون أجر في كلية الجراحة الشهيرة بستوكهولم، وقد استمر في خدمته هذه لتلك الكلية إلى آخر عمره. كما انتُدب محاضراً في الكلية الحربية وفي المعهد الطبي الجراحي بستوكهولم. وانتخب عام 1808 عضواً في أكاديمية العلوم السويدية وصار سكرتيراً دائماً فيها عام 1818 حتى وفاته. عمل عضواً في لجنة لصنع البارود 1811- 1818، وصار مديراً للأكاديمية الزراعية 1811، زار إنجلترا في عام 1812 وفرنسا في عام 1819. ومُنِح لقب فارس 1818، كما منحه ملك السويد شارلز الرابع عشر لقب بارون 1835، وحصل على وسام كوبلي من الجمعية الملكية بلندن 1836، وأصبح عضواً أجنبياً في الجمعية الملكية بلندن 1813، والسكرتير الكيميائي المراسل للأكاديمية الفرنسية للعلوم 1816 وزميلاً أجنبياً فيها 1822. وعين أستاذاً في الكيمياء والصيدلة في معهد كارولينسكا.

### حياته الشخصية
وأخيراً بعد أن أمن بيرسيليوس شهرته وثروته، كان في مقدوره أن يفكر في حياته الخاصة. وتزوج وهو في سن 56 من ابنة أحد أصدقائه القدامى عمرها 24. وقد كتب إلى أحد معاونيه :
| يونس ياكوب بيرسيليوس | "أجل يا عزيزي فوهلر - أنا الآن متزوج حديثاً منذ ستة أسابيع فقط، وقد تعلمت معرفة جانب من الحياة لم يكن عندي فكرة عنه، أو كانت فكرتي عنه زائفة ." | يونس ياكوب بيرسيليوس |

وعندما دخل بيرسيليوس بيت الزوجية قبل إجراءات الزفاف مباشرة، قام والد زوجته بتسليمه رسالة من ملك السويد، مع تعليمات بأن تقرأ الرسالة أمام الضيوف المحتشدين. وكان الخطاب ينصب برزيليوس باروناً.
كان الزواج سعيداً قي كل الروايات، لكن شابت مسحة من الحزن سنوات بيرسيليوس الأخيرة. وعمل جاهداً بشكل خارق ليعوض بدايته الفقيرة. وأصيب في أحد الانفجارات الكيميائية، ولم يُشف إلا بعد أن مضى عدة أشهر في الظلام الدامس. كان يتعرض خلال هذه المدة لصداع واكتئاب كلي.
تقدم به السن، وأصبح جامد التفكير، ورفض تقبل الإنجازات الجديدة في الكيمياء. وفي سنواته الأخيرة، كان محل احترام، لكن أفكاره لم تحظ بعناية كبيرة.

### الوفاة
توفي في 7 أغسطس 1848، عن عمر ناهز الـ 68، وكانت وفاته في استوكهولم.

## الإنجازات
رغم ما عاناه بيرسيليوس إلا أن هذا لا ينكر عليه تاريخه الطويل المستمر. ففي بدايته كان يُنظر كزعيم للمجتمع الكيميائي. وقد دأب على نشر تقرير سنوي عن الإنجازات البارزة في الكيمياء لمدة عشرين سنة، وكانت انتقاداته الموجهة تدفع وتساعد على إدراك الكيمياء كعلم دقيق. ومن إنجازات بيرسيليوس تصنيفه لعناصر الكلور والبلور واليود كأعضاء في أسرة كيميائية واحدة، والتي أسماها «هالوجينات»، وقد أدخل مصطلحات الأيزومية أو التشبه الجزيئي للدلالة على المواد التي لها التركيب الكيميائي نفسه لكن خواصها الفيزيائية مختلفة (كان مفهوم الجزيئات المتراكبة بدأ يبزغ لتوه)، والحفز الذي يصف مقدرة بعض المواد على تعجيل سرعة التفاعلات دون أن تدخل هي في التفاعل والتآصل، ليصف حقيقة أن بعض العناصر توجد في أشكال جامدة مختلفة ولها صفات مختلفة.
وفي عام 1806 قسم العالم برسيليوس المركبات إلى نوعين (مركبات عضوية) وهي المركبات التي تستخلص من أصل نباتي أو حيواني (مركبات غير عضوية) وهي المركبات التي تأتي من مصادر معدنية في القشرة الأرضية وقد ساعدت دراساته على تقدم جميع فروع الكيمياء، النظرية والتطبيقية، كما وضع الأساس الذي يستند إليه علم الكيمياء الحديثة. بدأ تحاليله عام 1807 لمعرفة تركيب المركبات الكيمياوية؛ إذ كان يعمل في أوقات فراغه مستعملاً في تجاربه أدوات مطبخ متواضعة، واستخدم تقنيات من إبداعه وتطويره، فدرس نحو ألفيْ مركّب في مدة عشر سنوات، حدَّد إبانها المقادير الدقيقة للعناصر المكوِّنة لتلك المركبات، وبذلك تحقَّق من صحة قانون النسب المعيَّنة الذي كان قد اقترحه جون دَلْتون قبله، ووضع قانون النسبة المضاعفة بين عامي 1808 و 1812.
يعود إلى بيرسيليوس أساساً الفضل في قبول النظرية الذرية، وقام مع هيزِنْغر بتحليل المحاليل الملحية كهربائياً؛ ووضعها بالاستناد إلى هذه التحاليل نظرية الكهربائية المضاعفة ومفادها أن المواد جميعها مؤلفة من مكوِّنات مشحونة إيجاباً وأخرى مشحونة سلباً، وكان برزليوس الداعم الأكبر لهذه النظرية.

### النظرية المزدوجة للميل الكيميائي
صنع بيرسيليوس بطارية فولتية من أجل رسالة الدكتوراه، ودرس تأثير التيار الجلفاني على المرضى، ولم يجد تأثيراً لكن هذا الأمر بدأ سلسة من الأفكار التي أدت في قمتها بعد 11 عاماً، إلى النظرية المزدوجة للميل الكيميائي، سار برزيليوس على خطى نيكولسون وكارسيل في تجاربه، ليكتشف أن الكهرباء لا تشطر الماء فقط، بل تشطر الأملاح أيضاً. وفي وقت واحد قام هو وديفي بفصل فلزات الأتربة القلوية مثل الكالسيوم والباريوم بالتحليل الكهربائي. ثم اقترح حينئذٍ نظرية مزدوجة للميل الكهربائي، مبنية على التجاذب الكهربي :
| يونس ياكوب بيرسيليوس | "في كل اتحاد كيميائي يحدث تعادل بين شحنتين متضادتين، وينتج هذا التعادل ناراً كما يحدث عندما تعادل الكهرباء القارورة، أو كهرباء البطارية، أو البرق | يونس ياكوب بيرسيليوس |

كان هذا ساراً لأنه كان يحمل الحقيقة، وقوبلت أفكاره بالترحيب، وأصبح برزيليوس كيميائياً محترماً.

### جدول الأوزان الذرية
كان بيرسيليوس يفكر في استخدام الذرات، وهو الذي بدأ كتابة الصيغ الكيميائية باستخدام الحرف الأول للعنصر (مضيفاً حرفاً ثانياً للتفريق بين عنصرين يبدآن بالحرف نفسه)، وهو الذي استخدم الأرقام مكتوبة أعلى الرمز للدلالة على العدد النسبي المركب، أُثبت هذا النظام أنه يمكن استخدامه بسهولة لدرجة أنه لا يزال يُستخدم حتى اليوم (فيما عدا أن الصيغة المألوفة H2O كان لا بد أن تكتب حسب طريقة بيرسيليوس، وفي الواقع لم يكن بيرسيليوس يكتب صيغة الماء بأي من الطريقتين، أو ليس بالرقم 2، لأنه مبدئياً كان يعتقد بالمقدمة المنطقية لدالتون والتي تقول أن جزيء الماء يتكون من ذرة هيدروجين وذرة أوكسجين).
ومن هذا المنطق ومن اكتشافات كيميائيين كثيرين آخرين، بنى بيرسيليوس جدول الأوزان الذرية

### الأجهزة الكيميائية
أثناء عملية تعيين الأوزان الذرية الدقيقة، قام بيرسيليوس بتصميم أشياء كثيرة من تلك التي تُستخدم كأجهزة كيميائية حتى اليوم، بما في ذلك الأقماع الزجاجية، والكؤوس وزجاجات الغسيل وأوراق الترشيح والأنابيب المطاطية (في السابق كانت تُستخدم أنابيب جلدية مخيطة) وقد أستخدم لهبا كحولياً معروفاً باسم مصباح بيرسيليوس، والذي حل محله بعد ذلك مصباح بنزن فقط عندما أدخلت الإنارة بالغاز ومدت أنابيب الغاز. وقد استخدم كل هذا الأجهزة المعملية لعزل عناصر جديدة واكتشافها.

### اكتشافه للمعادن
قام بيرسيليوس باكتشاف العديد من المعادن وفصلها مثل السيلكون والسيلينيوم والثوريوم والسيريوم والطلاب الذين كانوا يعملون في معمله قاموا باكتشاف الفاناديوم والليثيوم.

## مؤلفاته
من مؤلفاته :
- كتاب مرجع في الكيمياء (1808) بعنوان Lehrbuch der Chemie أعيد طبعه خمس مرات وترجم إلى عدة لغات عالمية بين 1808 و 1848.
- وكتاب بعنوان «النسب الكيمياوية والتأثير الكيمياوي للكهرباء» (1814).

كما ترك نحو 250 بحثاً أصيلاً. وتولى منذ العام 1812 إعداد التقرير السنوي لأكاديمية العلوم السويدية عن الإنجازات التي تتحقق في مجالي الكيمياء والفيزياء. كما كان يحرر في المجلة الاقتصادية Ekonomiska Annaler التابعة للأكاديمية نفسها.

## علاقته مع العلماء

### مع موساندر
كان موساندر محسوباً على بيرسيليوس وقد تقاربا معاً، فزوجته كانت تعلّم بيرسيليوس اللغة الهولندية. وكان هو يعلّم موساندر الكيمياء.

## تكريمه
- حصوله على ميدالية كوبلي.
- في عام 1939 ظهرت صورته على سلسلة من الطوابع البريدية بمناسبة الذكرى المئوية الثانية لتأسيس الأكاديمية السويدية للعلوم.

## الهوامش
- ملاحظة 1 وفق اللفظ السويدي Swedish: ‎[jœns ˈjɑ̌ːkɔb bæˈʂěːlɪɵs]‏

## وصلات خارجية
- يونس ياكوب بيرسيليوس على موقع الموسوعة البريطانية (الإنجليزية)
- يونس ياكوب بيرسيليوس على موقع إن إن دي بي (الإنجليزية)
- برزيليوس (يونس ياكوب) - الموسوعة العربية